# María Manuela Campos y Seminario de García Lanza
María Manuela Campos y Seminario de García Lanza (La Paz, Imperio español, 1780 - Bolivia, 1820) fue una mujer boliviana que luchó por la Independencia de Bolivia junto a su esposo Gregorio García Lanza.

## Biografía
María Manuela Campos y Seminario nació en una familia rica e ilustre de la ciudad de La Paz. Su padre, quien se preocupó por darle una buena educación, fue el General José Antonio Campos, nacido en Maracaibo, intendente de Puno entre 1795 y 1796 y alcalde Mayor de Minas y Registros. Su tío Gregorio Campos fue obispo de La Paz entre 1764 y 1789. Su madre fue Paula Seminario. 
La familia Campos era oriunda de la región de Andalucía en España y se había establecido en Maracaibo a finales del siglo XVII. Con el tiempo esta familia consiguió renombre en la región y varios de sus miembros fueron autoridades eclesiásticas, militares o civiles. Fue gracias al obispo Gregorio Campos que dos representantes más de esta familia se establecen en La Paz, uno era su tío Andrés José Campos y Antunes y otro era su hermano José Antonio Campos. Como se menciona anteriormente José Antonio llega a ser Intendente de Puno, mientras que Andrés José llegó a ser Corregidor de la Provincia de Pacajes. Este Andrés José tuvo como suegro a Ramón de Roxas y Orueta, uno de los más acaudalados terratenientes de la región, se casó con María del Carmen Roxas Foronda y tuvo un hijo de nombre Mariano que se enlistó en la Armada española y partió a España en 1794. 
En el caso de José Antonio, éste se casó con Paula Josefa Seminario y Jaime, oriunda de Piura, ella era hija de Manuel Seminario y Zaldívar y de Isabel Eugenia Jaime de los Ríos y Taboada. La familia Seminario había llegado a Lima a finales del siglo XVII acompañando al virrey Melchor Portocarrero Lasso de la Vega. El matrimonio Campos Seminario tuvo 3 hijas: María de la Luz, María Paula y María Manuela.
María Manuela se casó hacia 1780 con el abogado Francisco Idíaquez con quien tuvo cuatro hijos: Benito (1781), María Nicolasa (1786), Manuela (1794) y Manuel (1799). Quedó viuda en 1801.
María Manuela se casó en 1803 con Gregorio García Lanza, quien fue protomártir de la Independencia boliviana y quien, en ese entonces, había llegado a La Paz para convertirse en miembro del Cabildo. Los esposos compartieron ideas revolucionarias y dieron a luz a cuatro hijos: María Ángela (1804), Manuel Hilario (1806), Gonzalo (1808) y María Josefa Isabel (1809). Sus padrinos de matrimonio fueron Joaquín Revuelta y María Josefa Diez de Medina.
Su esposo, Gregorio García Lanza fue partícipe de varias luchas independentistas, incluida la del 25 de mayo de 1809 en la ciudad de Sucre y la del 16 de julio del mismo año en La Paz. Sin embargo, meses después, fue capturado por el ejército realista y condenado a la horca por traición. 

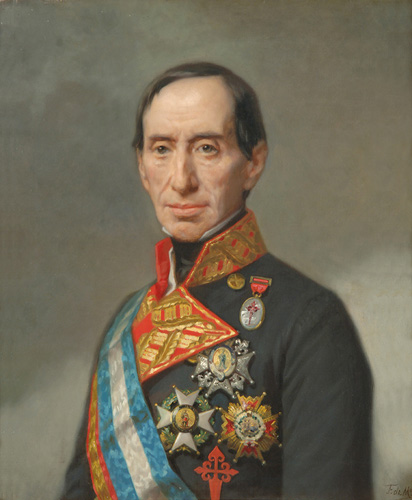
José Manuel de Goyeneche, Conde de Guaqui

María Manuela se enteró de que su esposo había sido apresado por los realistas y se presentó ante José Manuel de Goyeneche, conde de Guaqui, quien lideraba al ejército realista. Frente a él, y acompañada por sus hijos, intercedió por la vida de su esposo, argumentando que si este moría dejaría en la orfandad a sus hijos y a ella en la viudez. Goyeneche se negó y posteriormente ejecutó a su esposo junto a otros siete prisioneros, entre los que resaltan Juan Bautista Sagárnaga y Pedro Domingo Murillo. Se dice que ella, al escuchar su negativa, le dijo: "¡Caiga la sangre de Gregorio García Lanza sobre tu frente!"
El cuerpo de Gregorio García Lanza permaneció siete horas en la horca. Sólo después de ese tiempo pudo su esposa enterrarlo gracias a la ayuda del sacerdote Juan de Dios Delgado. El cuerpo fue sepultado en la Iglesia de San Francisco, al pie del altar de San Antonio.
Después de la muerte de su esposo, Goyeneche la persiguió, confiscó sus bienes de su esposo y la desterró de La Paz. María Manuela se estableció en Coroico donde todavía tenía propiedades, permaneció allí hasta 1814 cuando retornó a la ciudad donde apoyó la llegada de los rebeldes del Cuzco. Derrotada esta rebelión, María Manuela tuvo que refugiarse en Caracato y Luribay hasta 1815. 
En 1816 el gobernador de la ciudad, Mariano Ricafort, ordenó apresar y enjuiciar a todos aquellos que apoyaron a los rebeldes cuzqueños. María Manuela pagó la suma de 11.000 pesos a cambio de salvar su vida. 
Es probable que María Manuela nunca haya participado de ninguno de los capítulos de la revolución de manera personal, al pertenecer a la élite de la ciudad, este tipo de mujeres evitaban hacer manifestaciones políticas. Sin embargo, es conocido su empeño en recuperar las propiedades de su esposo que fueron decomisadas. Si bien su estilo de vida acomodado se vio afectado, no todas sus propiedades fueron embargadas por lo que todavía mantuvo cierta posición hasta su muerte el 18 de noviembre de 1820. Dejó encargado el cuidado de sus hijos al presbítero San Martín, quien luego fue acusado de descuidar este encargo. 

Sobre ella, Julio César Valdez dijo: 
"Esta ilustre paceña trabajó por la libertad desde que ésta se inició en América, sacrificó reposo, fortuna, salud y vida por la santa causa de la Independencia".
 Por su parte, el historiador boliviano Arturo Costa de la Torre escribió sobre ella: 
"Una de las más decididas y sacrificadas patriotas de la independencia. Por la libertad, lo dio todo: reposo, familia y fortuna. Desde el principio de la epopeya del 16 de julio de 1809 hasta los últimos años de la colonia, no cesó de soliviantar a sus contemporáneos contra el despotismo del régimen español. Sufrió todas las represalias que se ejercitaron entonces".